# ErMa

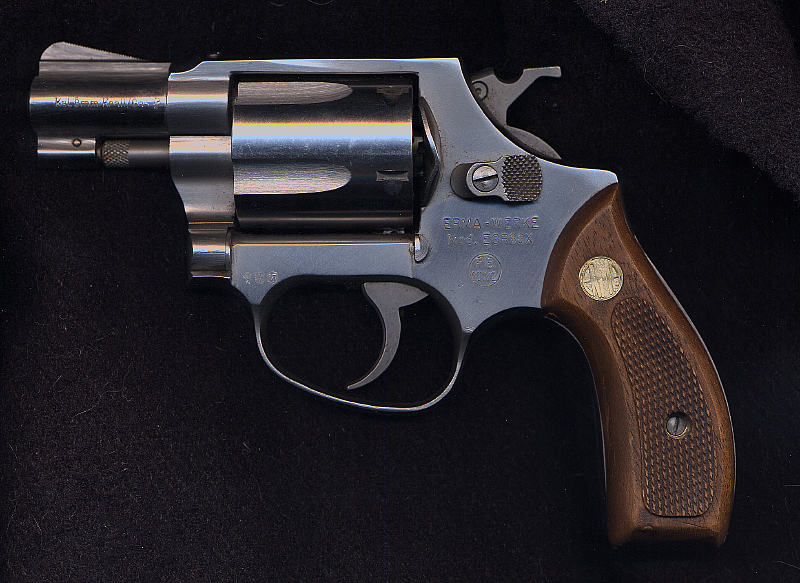
Un revolver ErMa EGR 66X pour cartouches à blanc calibre 9 mm

ErMa (abréviation commerciale usuelle de Erfurter Maschinenfabrik) est un constructeur allemand d'armes situé à Dachau, non loin de Munich (Bavière). La société ouvre ses portes en 1922 à Erfurt, sous le nom de Erma-Werke Berthold Geipel GmbH, du nom de son créateur, le dernier directeur de l'Arsenal impérial d'Erfurt, Berthold Geipel. 

## Historique et productions
Situé dans les anciennes écuries du Régiment de cavalerie d'Erfurt, il engage bientôt Heinrich Vollmer et s'oriente vers la production de pistolets mitrailleurs dont le fameux ERMA EMP-35. 
Après le traité de Versailles, la limitation des armements allemands imposés par le traité de Versailles inspira à la société ERMA une conversion destinée au Gewehr 98 permettant le tir réduit en calibre .22 LR.
De 1933 à 1945, il est l'un des fournisseurs de la Wehrmacht et de la Waffen-SS. L'arrivée de l'Armée rouge en Thuringe l'oblige à fermer ses portes. 
En 1950, B. Geipel recréé son entreprise près de Dachau. Le fabricant d'armes allemand s'oriente donc vers les marchés du tir de loisir en s'inspirant des Winchester 94, des US M1 ou du Walther P38. De même, elle commercialise des dérivés du Colt M1911, Luger P08, du Walther PP et du S&W Model 36 (dont la série des ERMA ER-438/ER-440). Une érosion de ses ventes entraîna sa fermeture en 1997.